# Torah Bright
Torah Bright (n. 27 decembrie 1986, Cooma⁠(d), Noul Wales de Sud, Australia) este o sportivă ce a reprezentat Australia, medaliată olimpică. A participat la 3 ediții ale Jocurilor Olimpice (2006, 2010, 2014) în care a câștigat o medalie de aur și o medalie de argint.